# Louis Bellson
Luigi Paulino Alfredo Francesco Antonio Balassoni " Louis Bellson " (født 6. juli 1924 i Rock Falls, Illinois, død 14. februar 2009 i Los Angeles, Californien) var en amerikansk jazztrommeslager, percussionist, komponist og arrangør med italienske rødder. Bellson spillede som 17-årig hos Benny Goodman, som på det tidspunkt var the King of Swing. I 1952 blev han medlem af Duke Ellingtons big band, med hvem han nok er mest kendt. Bellson hører til en af jazzens store big band trommeslagere, og har ledet sine egne big bands fra tid til anden. Med sit store teknisk virtuose og elegante spil, er han en af jazzens største solister, ved siden af Buddy Rich. Bellson er tilligemed komponist og har skrevet egne numre så som Skin Deep som var en tromme-feature med Duke Ellingtons big band, og The Hawk Talks. Han har også indspillet de længste trommesoloer i historien. Han var en af de mest beundrede trommeslagere gennem tiderne.

## Udvalgt diskografi
- Duke Ellington – Its Uptown
- Louis Bellson – Skin Deep
- Louis Bellson – Louie in London
- Louis Bellson – explotion
- Louis Bellson – Matterhorn
- Louis Bellson – Dynamite